# Watertoren (Katwijk)
De Watertoren van Katwijk, in de Nederlandse provincie Zuid-Holland, werd in 1878 gebouwd naar een ontwerp van de stadsarchitect van Leiden, Jan Willem Schaap. Het technische gedeelte is van de hand van C.J. van Spall, de toenmalige directeur van de Leidsche Duinwater Maatschappij. De watertoren, die aan de rand staat van de Zuidduinen, waar het drinkwater gewonnen werd, is gebouwd ten behoeve van de watervoorziening in Katwijk, Leiden en de Duin- en Bollenstreek.
De ronde toren is 33 meter hoog en in neoromaanse stijl gebouwd. Het waterreservoir is van gietijzer en heeft een inhoud van 600 m³. Op het terrein van de watertoren liggen een voorfiltergebouw uit 1912 en een pompgebouw uit 1900, die net als de watertoren met woonhuis en machinegebouw ook rijksmonument zijn.
De toren is elke twee jaar te bezichtigen tijdens Open Monumentendag. Hoewel het duingebied grotendeels bij Katwijk aan Zee en voor een klein deel bij Nieuw Zuid hoort, valt de Cantineweg (tegenwoordig) onder de kern Katwijk aan den Rijn, inclusief de watertoren. Op papier ligt de toren dikwijls nog in Katwijk aan Zee, dit kan tot verwarring leiden.

## Smalspoor
Verbonden met de toren was de spoorwegdienst van de Leidsche Duinwater Maatschappij, die een smalspoortraject van enkele kilometers door de duinen bezat. Eind jaren 70 werd dit spoor afgestoten en overgedragen aan de Nederlandse Smalspoorstichting, die er van 1973 tot 1992 in de zomermaanden rondritten voor publiek maakte met een smalspoorstoomtrein. Het spoor werd daarna opgebroken en de smalspoorstichting verhuisde naar het Valkenburgse Meer.

## Galerij

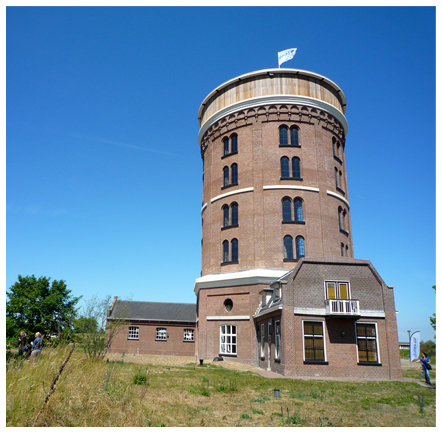
Watertoren Katwijk
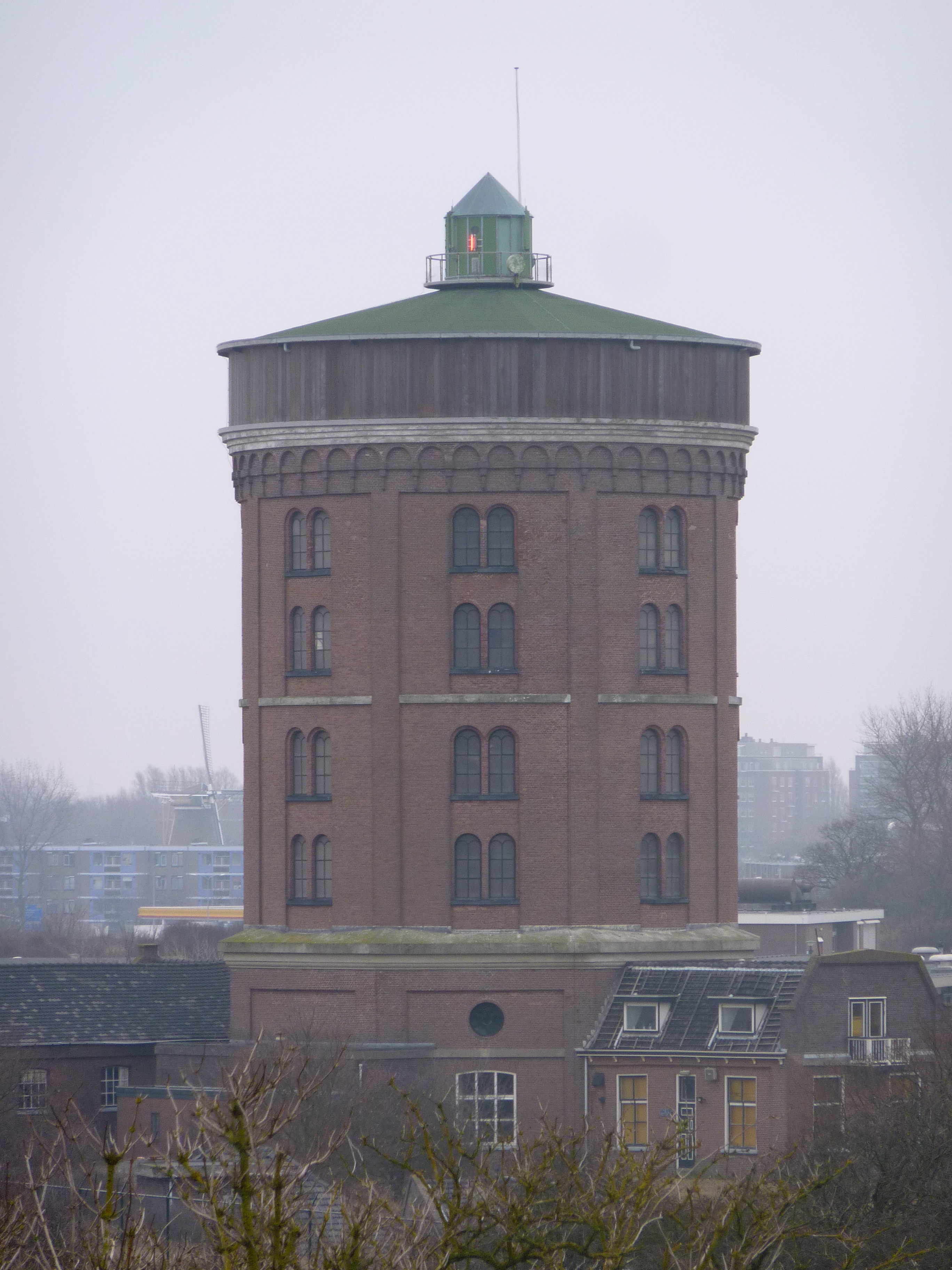
Achterkant van de watertoren met woonhuis.
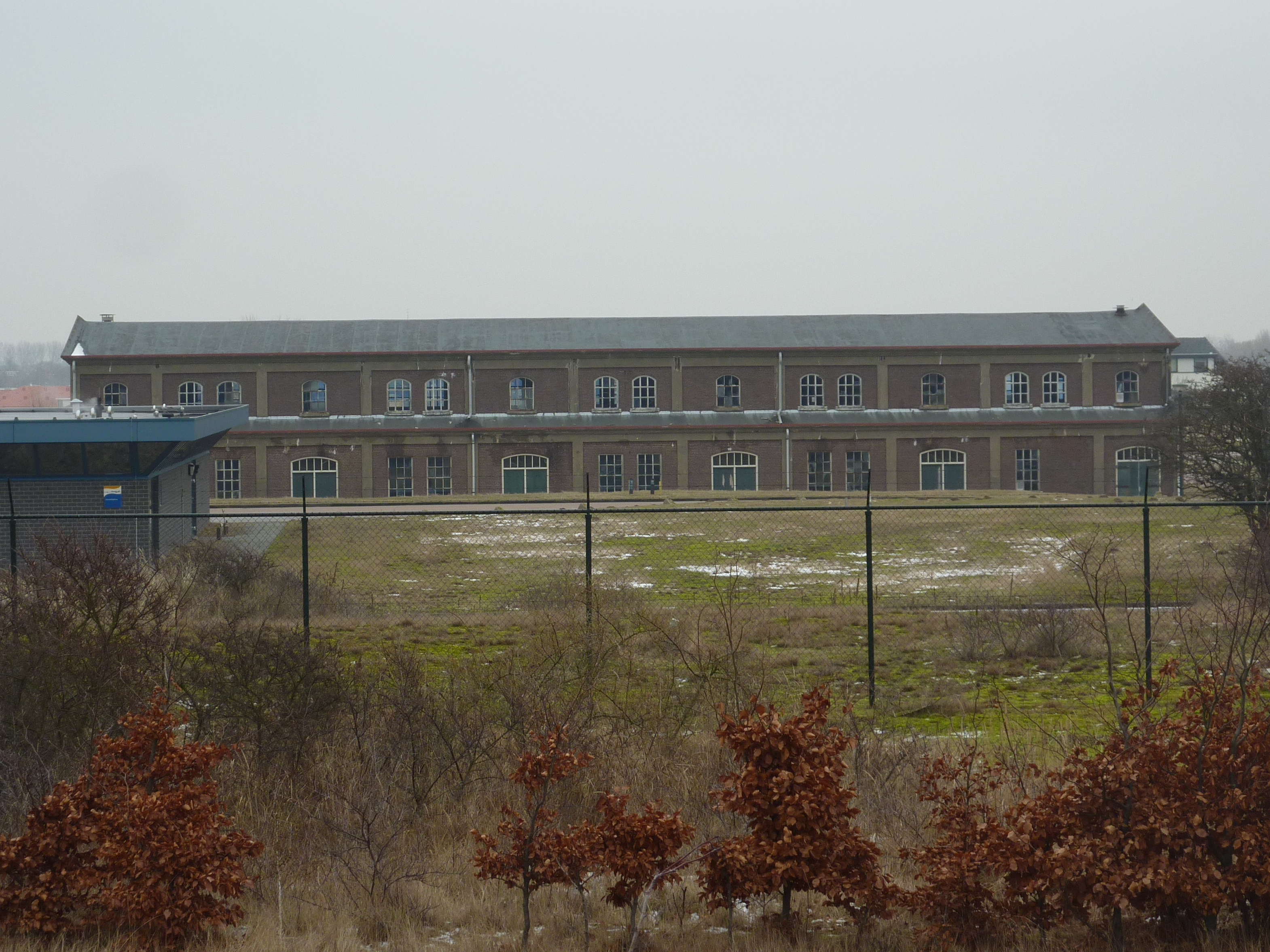
Voorfiltergebouw, tevens rijksmonument.
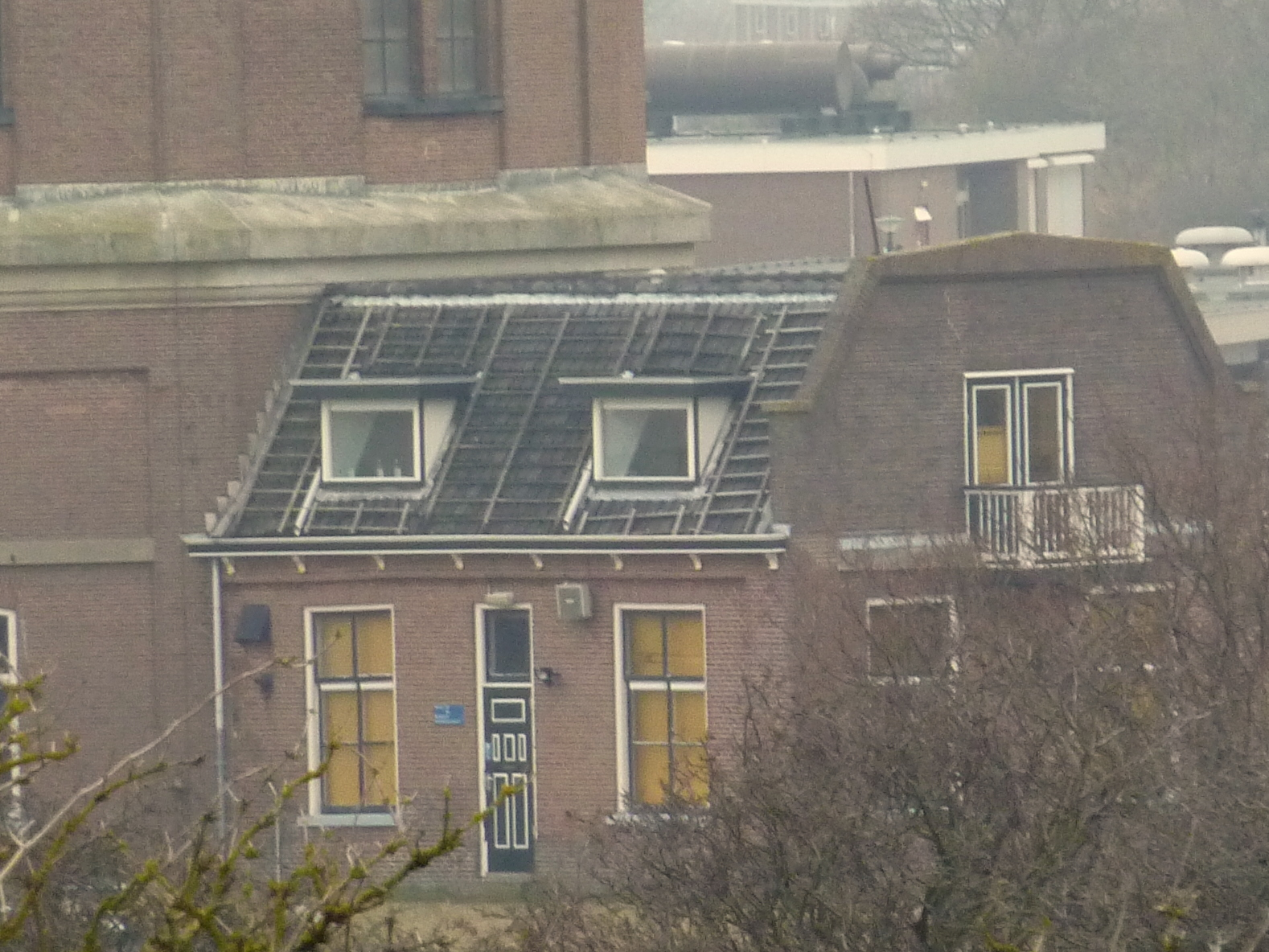
Woonhuis (close up).
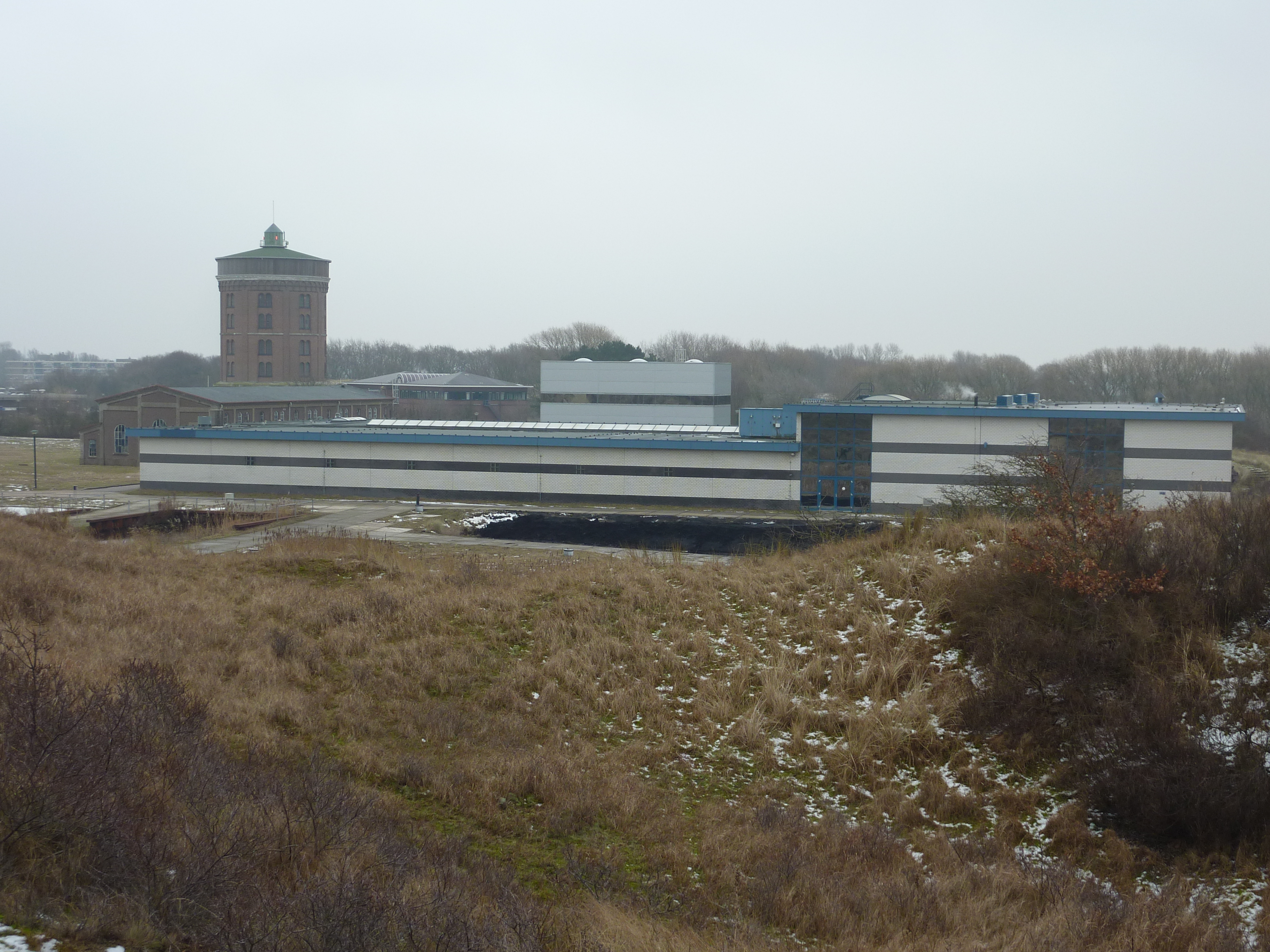
Wit gebouw bij watertoren.

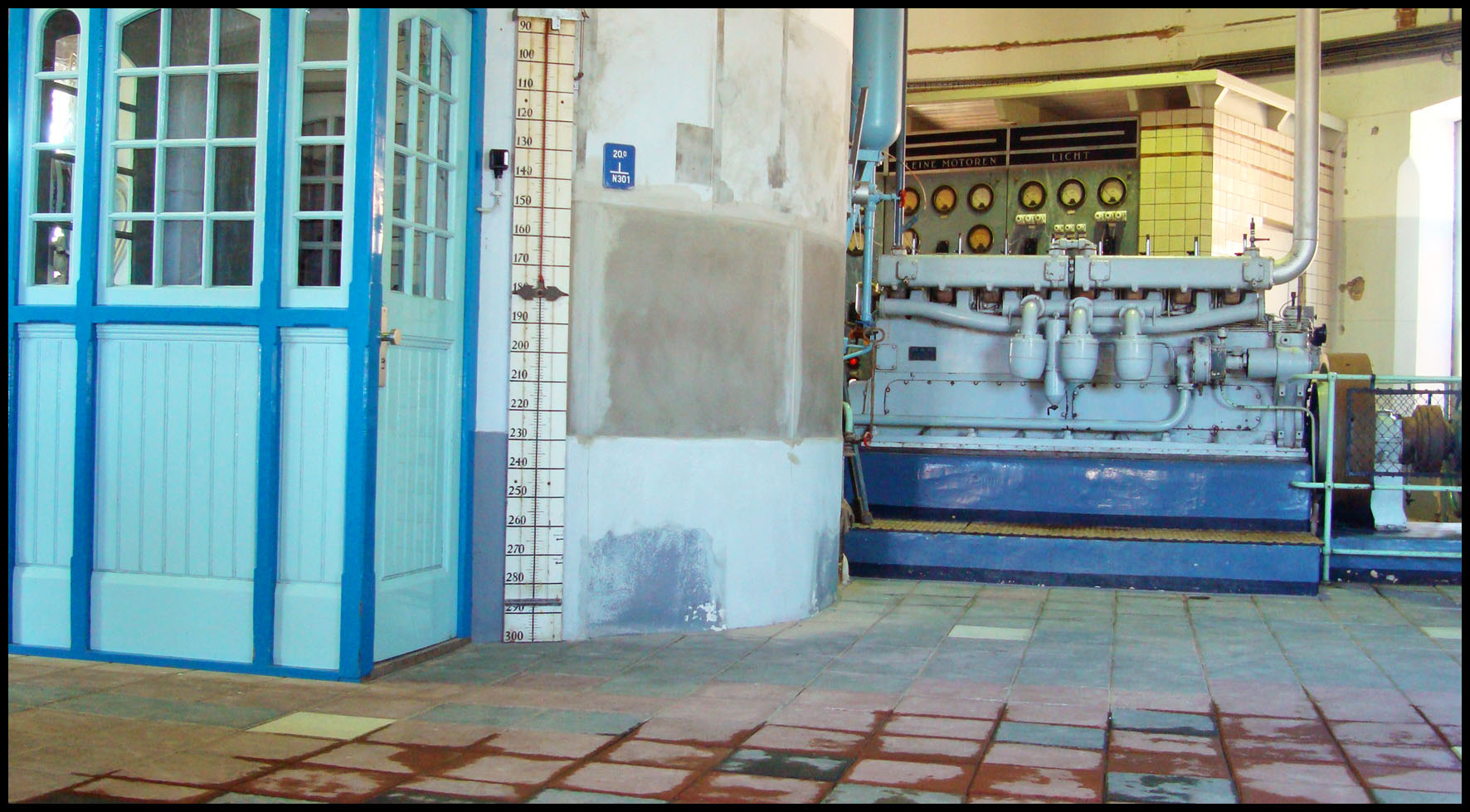
Interieur watertoren
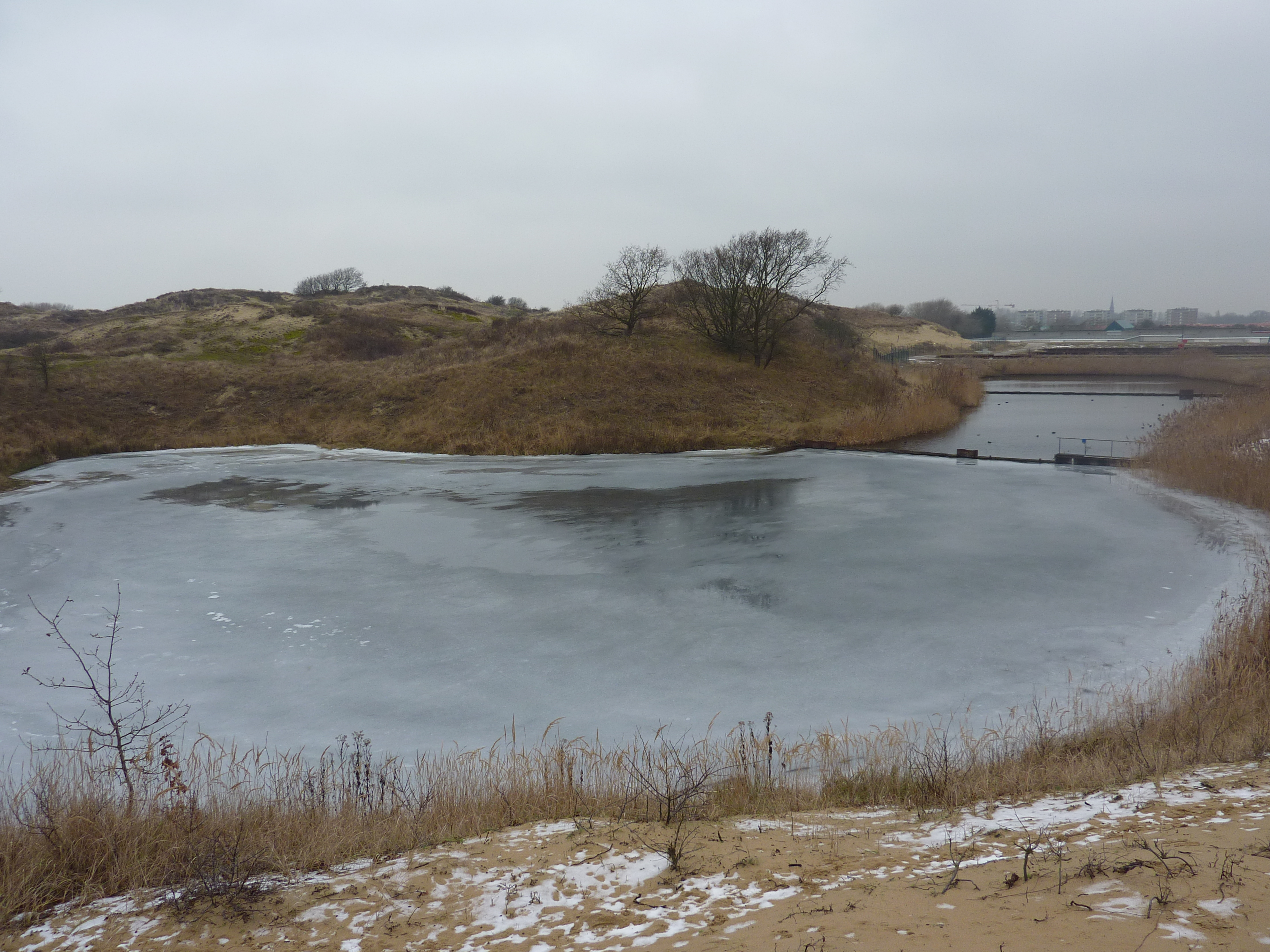
Meertje bij watertoren.
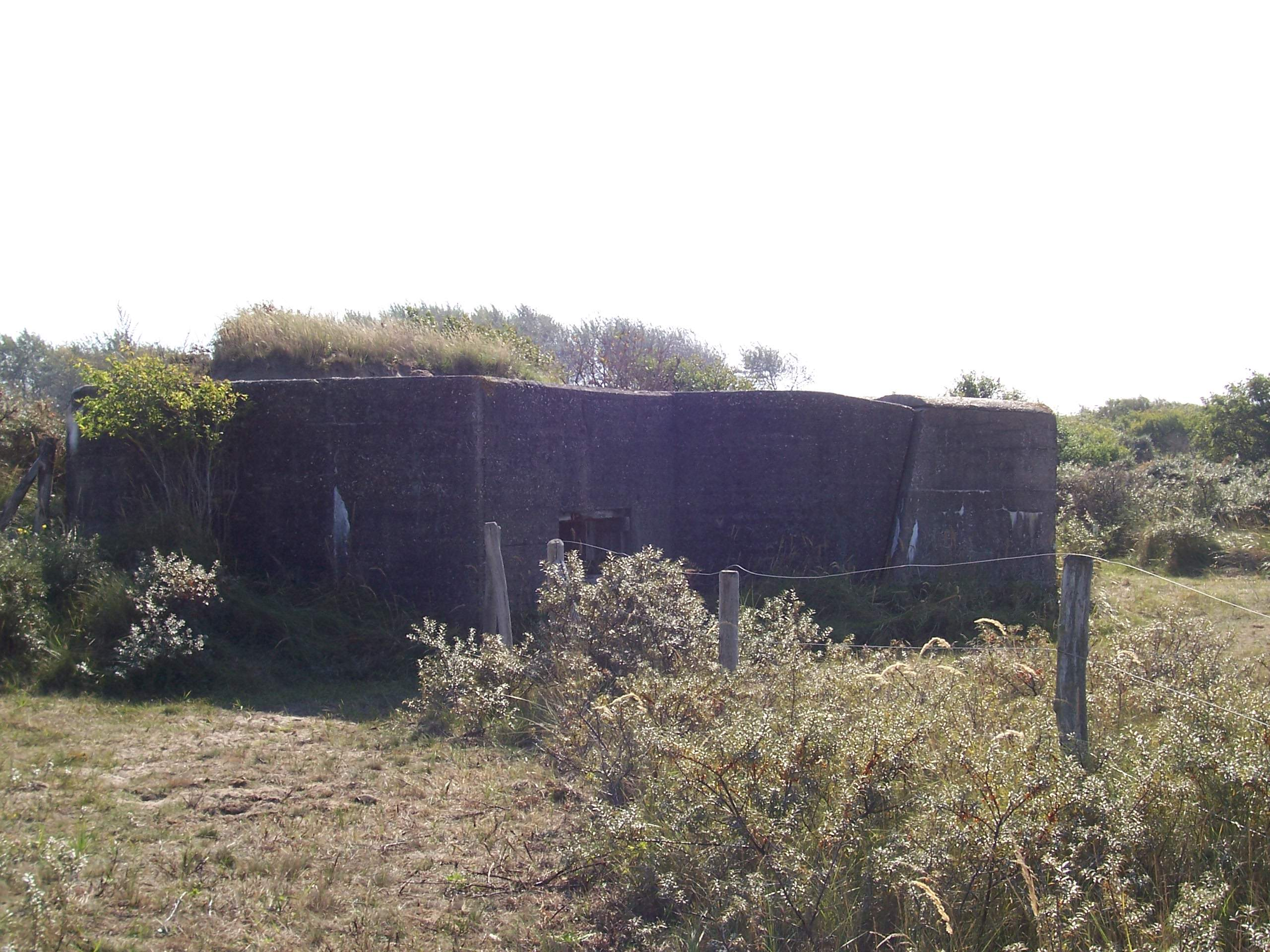
Bunker in het waterwinningsgebied van de Katwijkse Zuidduinen.
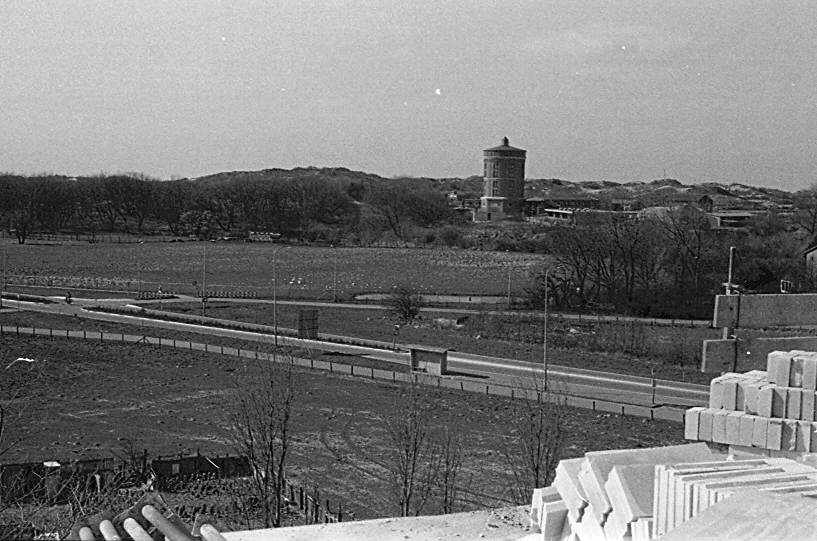
Watertoren in januari 1987, genomen vanaf een flat.
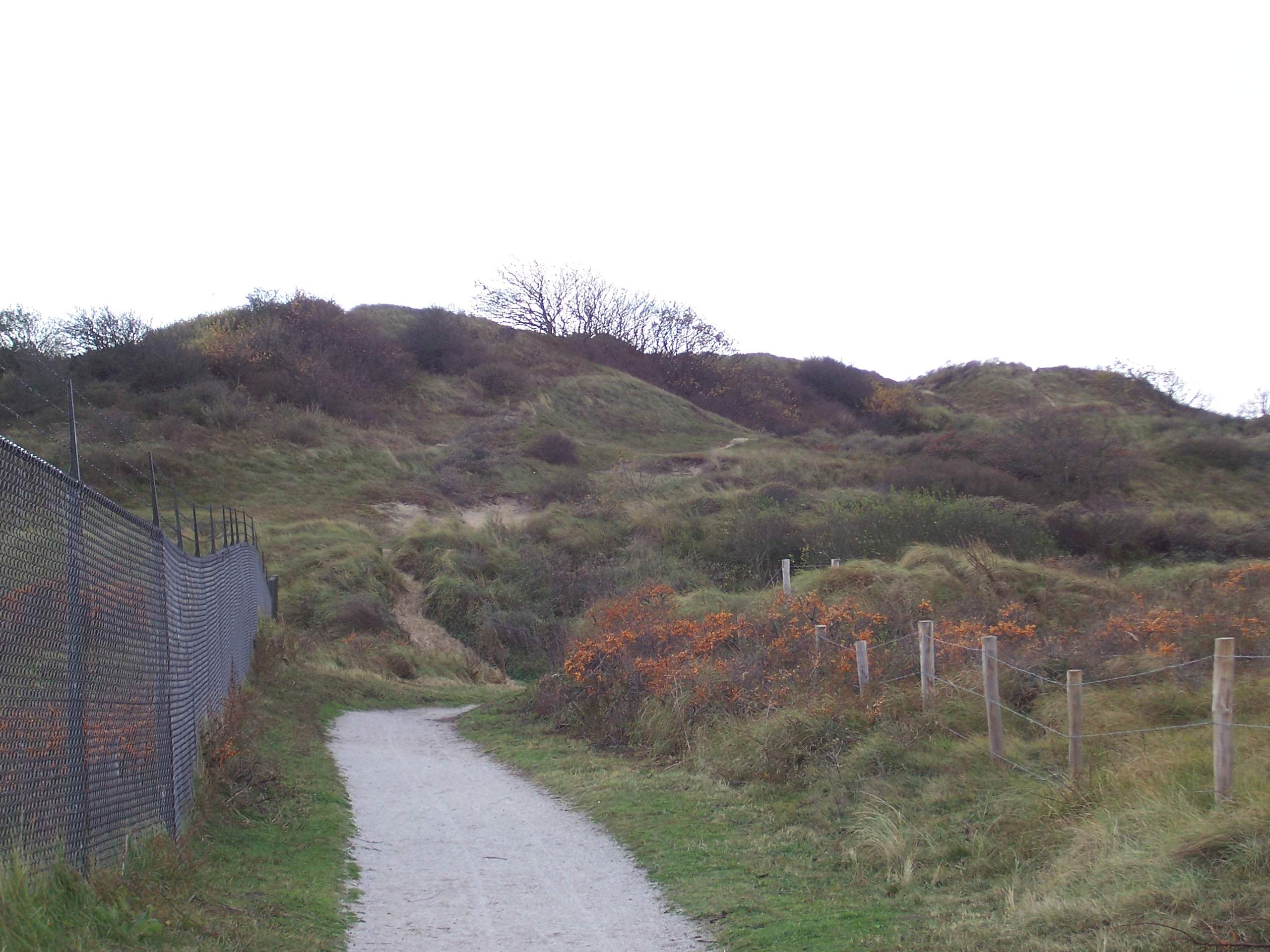
Duingebied langs de hekken van het terrein van de watertoren, 2007.